# ブラッド・エルドレッド
ブラッドリー・ロス・エルドレッド（Bradley Ross Eldred、1980年7月12日 - ）は、アメリカ合衆国・フロリダ州ブロワード郡フォートローダーデール出身の元プロ野球選手（内野手、外野手）。右投右打。現在は広島東洋カープの駐米スカウト。愛称はビッグ・カントリー（後述）。

## 経歴

### プロ入りとパイレーツ時代
2002年、MLBドラフト6巡目（全体163位）でピッツバーグ・パイレーツから指名を受け、6月5日に入団。
2005年7月22日のコロラド・ロッキーズ戦で「4番・一塁手」でスタメン起用されメジャーデビュー、5打数1安打2三振。55試合に出場し、12本塁打、OPS.737。
2006年は開幕から1週目で怪我をしてメジャー出場が無かった。
2007年はメジャー19試合に出場し打率.109、12月12日にFAとなる。

### ホワイトソックス傘下時代
2008年1月5日にシカゴ・ホワイトソックスとマイナー契約を結んだ。この年はAAA級シャーロット・ナイツで35本塁打と100打点の好成績を残したが、.244と低打率だった。オフの11月3日にFAとなった。

### ナショナルズ傘下時代
2008年11月20日にワシントン・ナショナルズと契約した。
2009年はAAA級シラキュース・チーフスで106試合に出場し、17本塁打、59打点、6盗塁、打率.269だった。オフの11月9日にFAとなった。

### ロッキーズ時代
2010年3月2日にコロラド・ロッキーズとマイナー契約を結び、AAA級コロラドスプリングス・スカイソックスでプレーした。7月7日にトッド・ヘルトンが故障者リスト入りしたため、3年ぶりにメジャー昇格を果たした。この年は11試合に出場した。11月6日にFAとなった。

### ジャイアンツ傘下時代
2011年1月14日にサンフランシスコ・ジャイアンツとマイナー契約を結んだ。この年はAAA級フレズノ・グリズリーズで112試合に出場し、23本塁打、57打点、9盗塁、打率.278だった。オフの11月2日にFAとなった。

### タイガース時代
2012年1月21日にデトロイト・タイガースとマイナー契約を結ぶ。4月26日に長年フランチャイズ・プレイヤーとしてプレーしていたブランドン・インジが放出されたため、2年ぶりにメジャー昇格を果たす。5試合出場したが、故障者リスト入りし、6月19日に放出された。

### 広島時代
2012年6月21日に広島東洋カープが獲得を発表。65試合に出場し、途中加入ながらチーム内2位の11本塁打を放った。

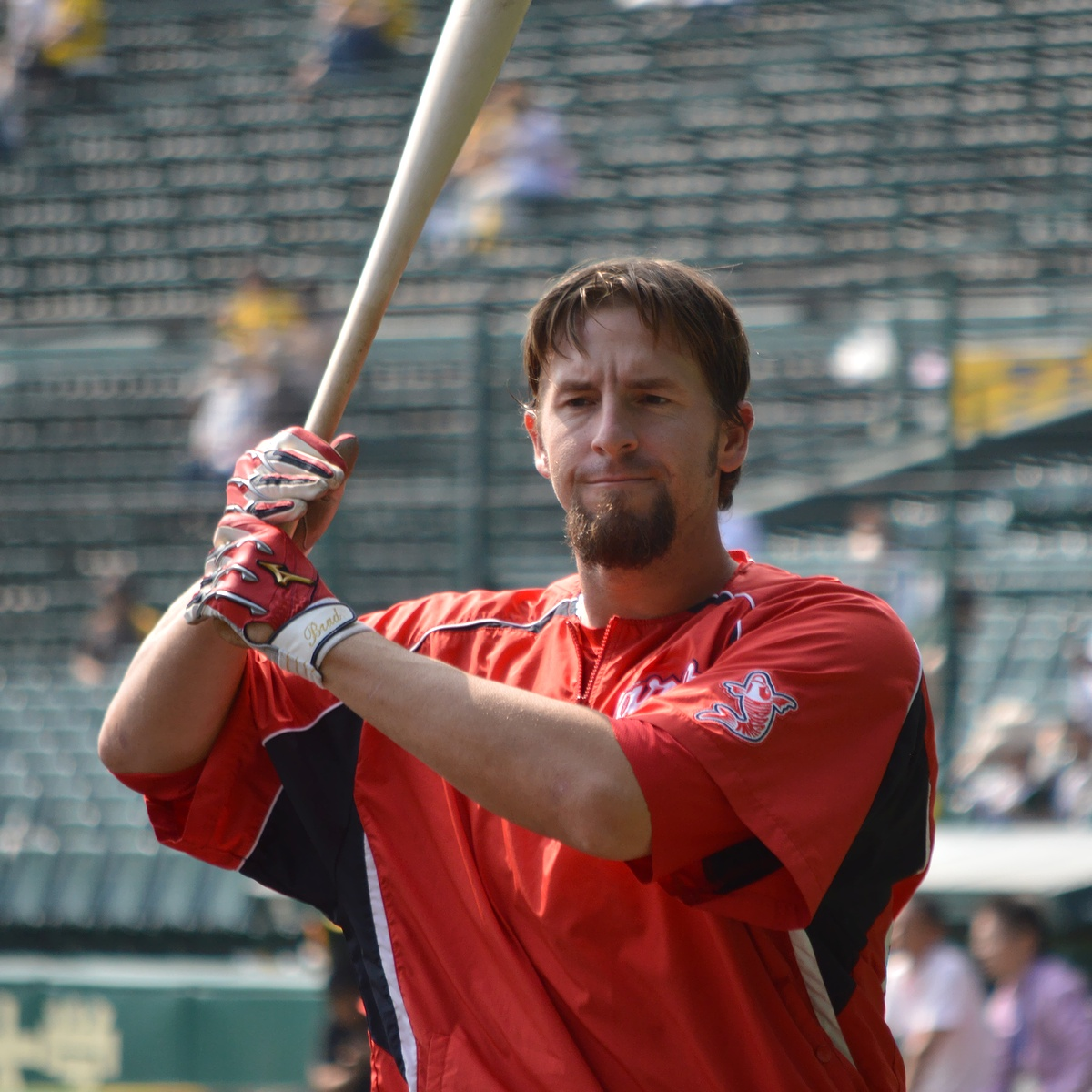
2013年10月12日

2013年4月20日の対読売ジャイアンツ戦(MAZDA Zoom-Zoom スタジアム広島)で菅野智之から死球を右手に受け、試合途中で退場。広島市内の病院で右手首の骨折と診断され、翌4月21日付で一軍選手登録を抹消されるも6月5日付で復帰した。ところが、今度は極度の不振に陥り、7月6日に再び登録を抹消される。その後8月31日にミゲル・ソコロビッチと入れ替わりで再度一軍昇格すると、9月7日の対横浜DeNAベイスターズ戦で2打席連続の本塁打を放ったことに始まり、9月の9連戦ではキラ・カアイフエと共に打線を牽引して7勝2敗と勝ち越しに貢献した。初のクライマックスシリーズ進出がかかった9月25日の対中日ドラゴンズ戦では8回表に浅尾拓也から決勝点となる2点本塁打を放っている。9月は月間MVP受賞こそならなかったものの、7本塁打、15打点、打率.329（79打数26安打）の活躍をみせた。クライマックスシリーズのファーストステージ第2戦で、2回にレフトの守備でビッグプレーをみせ、6回に勝ち越しとなる適時打を放ち、チームのファイナルステージ進出に貢献した。11月28日に次季残留が発表された。この再契約は、当初球団側は戦力外と考えていたが、監督の野村謙二郎から残留の要請で契約となったことを後に語ってる。
2014年の3月と4月は27試合で8本塁打、23打点、打率.373の成績を残し、3・4月の月間MVPに選出。6月15日対千葉ロッテマリーンズ戦（QVCマリンフィールド）ではシーズン最大の9連敗を止める逆転満塁本塁打を放ちジョージア魂賞を受賞するなど前半戦のチームを打撃で引っ張り、マツダオールスターゲームにはファン投票にて外野手として選出。第1戦では本塁打含む2本の適時打、3安打4打点の活躍でMVPに選出、前半戦は、29本塁打、80打点、打率.290で折り返した。一方、前半戦終わり頃から打撃不振に陥り、7月14日対DeNA戦にて、延長12回裏の第7打席で三振を喫し、参考記録ながら1試合6三振のNPB新記録を樹立。8月8日の対阪神戦（京セラドーム）では球団新記録24試合連続三振、その後28試合まで記録を伸ばす。2度の登録抹消を経て、9月15日に一軍登録されるが、同日の対巨人戦（マツダ）で2三振を記録し球団タイ記録のシーズン通算150三振、最終的にシーズン通算169三振として球団記録を更新。9月24日の対東京ヤクルトスワローズ戦では5回表にの打席で見逃し三振の判定を不服として、球審の森健次郎に詰め寄り暴言を吐いたとしてNPB移籍後初の退場処分を受けた。このような状況から一時は出遅れた前年の本塁打王ウラディミール・バレンティンに本塁打数を抜かれるのではないかという声も聞かれたが、バレンティンのアキレス腱の手術による離脱と、自身の9月・10月の復調（4本塁打、13打点、打率.295）もあり、打点王は5打点差で阪神のマウロ・ゴメスが獲得したが、37本塁打で自身初のタイトルとなる本塁打王を手にしてシーズンを終えた。なお、球団外国人選手での本塁打王獲得は1987年のリチャード・ランス以来27年ぶりとなる。
2015年3月に右膝半月板の手術を受けた影響で開幕から出遅れ、79試合の出場にとどまったが、9月以降に8本塁打、20打点を記録し、貧打にあえぐチームの中で貴重な得点源となった。10月19日に、球団より2016年シーズンの契約合意が発表された。広島に5季連続で在籍する外国人選手は、6季連続で在籍したジム・ライトル以来2人目となる。
2016年は開幕を5番レフトで迎え、3・4月は打率.358、9本塁打、18打点と絶好調だった。5月も数字こそ落とすも3割を超える月間打率を誇り好調を維持していた。しかし、6月15日の試合中に負傷し登録抹消となった。その後8月14日に打撃不振であったエクトル・ルナと入れ替わる形で再登録され、9月29日の読売ジャイアンツ戦で史上279人目となるNPB移籍通算100本塁打を達成した。昇格後も長打力は健在で、95試合に出場して規定打席未到達ながらこの年の助っ人外国人では唯一となるOPS.900台を記録し優勝に貢献した。日本シリーズでは、外国人に限れば1985年のランディ・バース（阪神）以来となる3試合連続本塁打を放ち、敢闘賞を受賞した。オフには新たに2年契約を更新。
2017年は開幕戦の阪神戦では6点を追う6回裏に無死一・三塁の場面で代打で出場し適時内野安打を放ったが、チームは敗れた。7月1日の中日戦では2回、3回、5回と3打席連続で本塁打を放った。この年もレギュラーとしての出場ではなかったが116試合の出場で規定打席不足ながら27本塁打、78打点を記録し、チームも2年連続のセ・リーグ優勝を果たした。
2018年は開幕を6番ファーストで迎え、3打数2安打1本塁打の活躍で勝利に貢献。4月から5月にかけて14安打で5本塁打を放つも、打率は2割前後と低迷し、徐々にサビエル・バティスタが正一塁手となっていった。6月9日に降格となり、一軍での出場は38試合にとどまった。二軍戦では42試合に出場し、打率.323、本塁打5本、OPS.896の成績を残す。球団外国人選手では、在籍7年はジム・ライトルを超える最長、通算133本塁打はライトルに次ぐ歴代2位の記録となった。12月2日に、NPBから自由契約選手として公示。
2019年には、NPBへの復帰を目指していたが、どの球団にも所属しないまま、8月に現役からの引退を決意。9月4日に、広島球団を通じて引退を発表した。この発表を受けて、広島球団では同月15日の対ヤクルト戦（マツダ）終了後に、エルドレッドの引退セレモニーを開催した。NPB無所属状態の外国人選手の引退セレモニーが開かれたのは異例の扱い。

### 現役引退後
広島球団の駐米スカウトに就任。外国人野手のスカウティングを担う一方で、「eBASEBALLプロリーグ」へ参加している球団公認チームの戦力強化にも携わる。スカウトとしての初仕事は、引退セレモニーの翌日（2019年9月16日）に東京都内で開かれた「eBASEBALLプロリーグ2019　eドラフト会議」で、eBASEBALL選手の候補者から2名を指名した。

## 選手としての特徴
長打力が武器のパワーヒッター。好不調の波が激しい傾向にあるものの、状況に応じた打撃を心掛け、ベースまでの全力疾走や守備への高い意識を持ち、フォア・ザ・チームのプレーを信条としている。

## 人物・エピソード

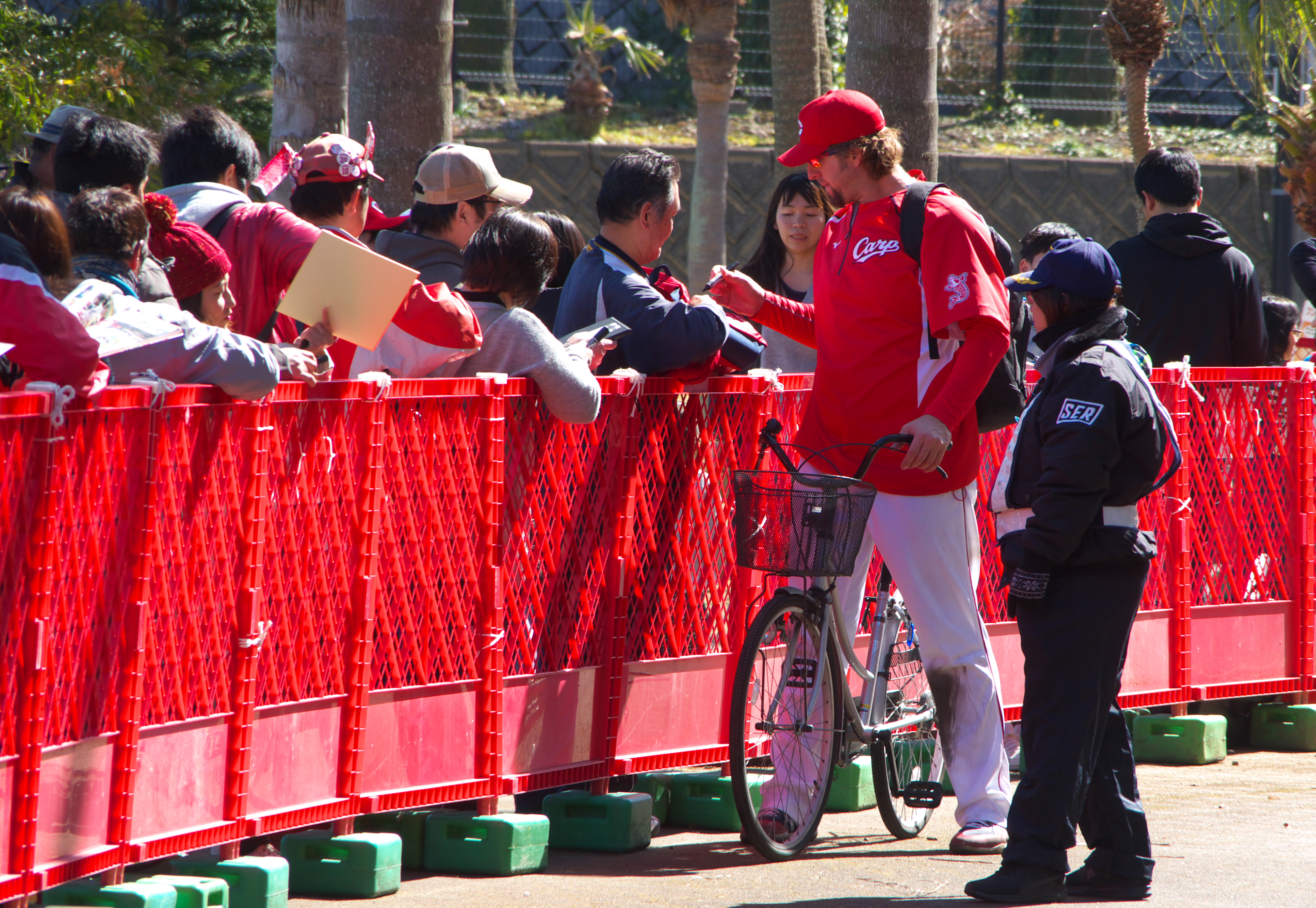
春季キャンプの練習の合間にファンサービスを行うエルドレッド
（2018年2月17日日南市天福球場にて）

2013年での退団が濃厚だったが、野村謙二郎監督（当時）が強く要望して残留が決まった為、野村を「ケニー(Kenjiro→Kenny)」と呼んで慕っていた。2014年は開幕から好調を維持していたが、本人は「ケニーのアドバイスのおかげ」と野村に感謝している。野村はエルドレッドが打撃不振に陥ると、英語で「自分から仕掛けすぎているよ。相手は君を怖がっているんだよ」と声をかけ、その度に自信を取り戻させている。その象徴的な試合となったのが、2014年5月18日の巨人戦。エルドレッドは初回の凡退後、野村から「力が入りすぎている」とベンチで助言を受けた。すると3回に巨人先発クリス・セドンをKOする14号2ラン、6回一死満塁の場面でも左中間席に人生初の満塁本塁打を放つなど、5打数3安打6打点と大活躍した。「通訳を介さずコミュニケーションを取ってくれるのはうれしい」と野村に信頼を寄せている。野村のコミュニケーションはベンチでの会話にとどまらず、食事をしたことやエルドレッドの妻の誕生日にケーキを買ってきたこともあったという。
この信頼関係はエルドレッドの真面目な人柄にある。2013年10月13日のCSファーストステージの阪神戦では本職ではないレフトの守備につき、2回に藤井彰人が打ったレフトへの大きな飛球を背走しながらジャンプして好捕、飛び出していた一塁走者の坂克彦も中継プレーで刺して併殺し、先行され阪神に傾きかけたゲームの流れを断ち切るというビッグプレーを見せた。また、不振で二軍落ちした際にも決して腐らずに練習に取り組み、同じ右打者の堂林翔太に対して真摯に打撃指導をする姿勢も監督やコーチから評価されている。
2014年は、同じくチームの主砲であるキラ・カアイフエがファーストしか守れない為、本来の守備位置のファーストではないレフトで先発出場。守備固めでキラが試合後半に交代した際は、エルドレッドがファーストを守る。従って、試合前の守備練習では外野と内野の守備練習を両方こなさなければならないが、主砲でありながらも毎日守備練習も真面目に行う性格であることが野村監督（当時）の非常に高い評価に繋がった。
自然の豊かなフロリダ州出身であることから、アメリカ時代の愛称は"ビッグカントリー"だった。広島入団後はそれを短縮した"カントリー"の名でチームメイトから呼ばれ、首脳陣から“カンちゃん”、OBから“エルちゃん”と呼ばれることもある。
大の釣り好きであり、アメリカでは釣り専用の船を所有している。広島移籍当初は、野球に集中するために行っていなかったが、来日3年目を迎え日本生活に慣れてきたこともあり、2014年からは広島県内で釣りスポットを探している。
2015年8月23日、球団の企画で母親が1日限定ホームランガールを担当し、初回の丸佳浩の先頭打者本塁打でマスコット人形を手渡した。
広島市内の移動にはママチャリを愛用しており、市民に度々目撃されている。雨天でもカッパを着用の上でママチャリに乗る。
先述の引退セレモニーの際もママチャリで場内を一周した。
チーム内では通訳を介さず会話する姿も珍しくなく、外野のポジショニングの確認も日本語で行う。丸佳浩は「ほぼ日本人」、西村公良通訳は「歴代の外国人選手の中でも真面目さで言えば一番かもしれない。日本に馴染もうとする姿勢がとても強く感じられます」とそれぞれ評している。

## 詳細情報

### 年度別打撃成績
| 年 度    | 球 団    | 試 合 | 打 席 | 打 数 | 得 点 | 安 打 | 二 塁 打 | 三 塁 打 | 本 塁 打 | 塁 打 | 打 点 | 盗 塁 | 盗 塁 死 | 犠 打 | 犠 飛 | 四 球 | 敬 遠 | 死 球 | 三 振 | 併 殺 打 | 打 率 | 出 塁 率 | 長 打 率 | O P S |
| -------- | -------- | ----- | ----- | ----- | ----- | ----- | -------- | -------- | -------- | ----- | ----- | ----- | -------- | ----- | ----- | ----- | ----- | ----- | ----- | -------- | ----- | -------- | -------- | ----- |
| 2005     | PIT      | 55    | 208   | 190   | 23    | 42    | 9        | 0        | 12       | 87    | 27    | 1     | 1        | 0     | 2     | 13    | 0     | 3     | 77    | 5        | .221  | .279     | .458     | .737  |
| 2007     | PIT      | 19    | 47    | 46    | 3     | 5     | 1        | 0        | 2        | 12    | 3     | 0     | 0        | 0     | 0     | 1     | 1     | 0     | 16    | 1        | .109  | .128     | .261     | .389  |
| 2010     | COL      | 11    | 27    | 24    | 4     | 6     | 1        | 0        | 1        | 10    | 3     | 0     | 0        | 0     | 0     | 2     | 0     | 1     | 10    | 0        | .250  | .333     | .417     | .750  |
| 2012     | DET      | 5     | 17    | 16    | 1     | 3     | 1        | 1        | 0        | 6     | 1     | 0     | 0        | 0     | 0     | 1     | 0     | 0     | 6     | 0        | .188  | .235     | .375     | .610  |
| 2012     | 広島     | 65    | 251   | 225   | 22    | 59    | 10       | 0        | 11       | 102   | 35    | 0     | 0        | 0     | 3     | 20    | 1     | 3     | 67    | 3        | .262  | .327     | .453     | .780  |
| 2013     | 広島     | 66    | 260   | 235   | 24    | 58    | 11       | 0        | 13       | 108   | 32    | 3     | 0        | 0     | 1     | 20    | 1     | 4     | 73    | 6        | .247  | .315     | .460     | .775  |
| 2014     | 広島     | 118   | 505   | 454   | 71    | 118   | 18       | 0        | 37       | 247   | 104   | 2     | 0        | 0     | 3     | 41    | 3     | 7     | 169   | 8        | .260  | .329     | .544     | .873  |
| 2015     | 広島     | 79    | 300   | 264   | 32    | 60    | 6        | 0        | 19       | 123   | 54    | 1     | 2        | 0     | 4     | 31    | 0     | 1     | 91    | 3        | .227  | .307     | .466     | .781  |
| 2016     | 広島     | 95    | 354   | 316   | 42    | 93    | 14       | 0        | 21       | 170   | 53    | 1     | 0        | 0     | 3     | 31    | 0     | 4     | 86    | 8        | .294  | .362     | .538     | .900  |
| 2017     | 広島     | 116   | 405   | 344   | 40    | 91    | 11       | 0        | 27       | 183   | 78    | 0     | 0        | 0     | 3     | 50    | 0     | 8     | 111   | 8        | .265  | .368     | .532     | .900  |
| 2018     | 広島     | 38    | 94    | 80    | 8     | 17    | 9        | 0        | 5        | 41    | 14    | 0     | 0        | 0     | 0     | 11    | 0     | 3     | 19    | 3        | .213  | .330     | .513     | .842  |
| MLB：4年 | MLB：4年 | 90    | 299   | 276   | 31    | 56    | 12       | 1        | 15       | 115   | 34    | 1     | 1        | 0     | 2     | 17    | 1     | 4     | 109   | 6        | .203  | .258     | .417     | .674  |
| NPB：7年 | NPB：7年 | 577   | 2169  | 1918  | 239   | 496   | 79       | 0        | 133      | 974   | 370   | 7     | 2        | 0     | 17    | 204   | 5     | 30    | 616   | 39       | .259  | .337     | .508     | .844  |

- 各年度の太字はリーグ最高

### 年度別守備成績
| 年 度 | 球 団 | 一塁  | 一塁  | 一塁  | 一塁  | 一塁  | 一塁     | 外野  | 外野  | 外野  | 外野  | 外野  | 外野     |
| 年 度 | 球 団 | 試 合 | 刺 殺 | 補 殺 | 失 策 | 併 殺 | 守 備 率 | 試 合 | 刺 殺 | 補 殺 | 失 策 | 併 殺 | 守 備 率 |
| ----- | ----- | ----- | ----- | ----- | ----- | ----- | -------- | ----- | ----- | ----- | ----- | ----- | -------- |
| 2005  | PIT   | 50    | 435   | 15    | 7     | 46    | .985     | -     | -     | -     | -     | -     | -        |
| 2007  | PIT   | 4     | 23    | 1     | 0     | 3     | 1.000    | 8     | 8     | 0     | 0     | 0     | 1.000    |
| 2010  | COL   | 6     | 52    | 3     | 0     | 5     | 1.000    | -     | -     | -     | -     | -     | -        |
| 2012  | 広島  | 63    | 514   | 30    | 5     | 43    | .991     | -     | -     | -     | -     | -     | -        |
| 2013  | 広島  | 44    | 388   | 15    | 3     | 37    | .993     | 27    | 40    | 1     | 2     | 0     | .953     |
| 2014  | 広島  | 83    | 612   | 38    | 3     | 52    | .995     | 61    | 83    | 6     | 3     | 1     | .967     |
| 2015  | 広島  | 18    | 112   | 5     | 2     | 6     | .983     | 60    | 71    | 1     | 3     | 0     | .960     |
| 2016  | 広島  | 23    | 135   | 7     | 0     | 11    | 1.000    | 65    | 70    | 1     | 1     | 0     | .986     |
| 2017  | 広島  | 66    | 531   | 47    | 2     | 32    | .997     | 32    | 44    | 2     | 0     | 0     | 1.000    |
| 2018  | 広島  | 18    | 150   | 6     | 2     | 14    | .987     | -     | -     | -     | -     | -     | -        |
| MLB   | MLB   | 60    | 510   | 19    | 7     | 54    | .987     | 8     | 8     | 0     | 0     | 0     | 1.000    |
| NPB   | NPB   | 315   | 2442  | 148   | 17    | 195   | .993     | 245   | 308   | 11    | 9     | 1     | .980     |

### タイトル
NPB
- 本塁打王：1回（2014年）

### 表彰
NPB
- 月間MVP：1回（打者部門：2014年3・4月）
- 月間サヨナラ賞：1回（2014年3・4月）
- 「ジョージア魂」賞：1回（2014年度第6回）[37]
- オールスターゲームMVP：1回（2014年第1戦）
- ホームランダービー優勝：1回（2014年第1戦）
- 日本シリーズ敢闘選手賞：1回（2016年）

### 記録

#### NPB
初記録
- 初出場・初先発出場：2012年7月10日、対読売ジャイアンツ10回戦（京セラドーム大阪）、「7番・一塁手」で先発出場
- 初打席：同上、1回表に内海哲也から右飛
- 初安打：同上、4回表に内海哲也から左中間フェンス直撃二塁打
- 初打点：2012年7月28日、対読売ジャイアンツ14回戦（MAZDA Zoom-Zoom スタジアム広島）、5回裏に内海哲也から左中間適時二塁打
- 初本塁打：2012年8月4日、対阪神タイガース12回戦（MAZDA Zoom-Zoom スタジアム広島）、2回裏に安藤優也から左中間越ソロ ※次の打席でも本塁打
- 初盗塁：2013年4月7日、対阪神タイガース2回戦（MAZDA Zoom-Zoom スタジアム広島）、1回裏に二盗（投手：岩田稔、捕手：藤井彰人）

節目の記録
- 100本塁打：2016年9月29日、対読売ジャイアンツ25回戦（東京ドーム）、7回表に田口麗斗から左中間越2ラン ※史上279人目

その他の記録
- 1試合6三振：2014年7月14日、対横浜DeNAベイスターズ13回戦（MAZDA Zoom-Zoom スタジアム広島） ※延長12回参考記録
- シーズン169三振：2014年 ※広島球団記録
- 日本シリーズ3試合連続本塁打：2016年第1戦 - 第3戦 ※シリーズ最長タイ記録
- オールスターゲーム出場：2回（2014年、2016年）

### 背番号
- 35（2005年、2007年）
- 40（2010年）
- 34（2012年 - 同年途中）
- 55（2012年6月21日 - 2018年）

### 登場曲
- 「恋するフォーチュンクッキー」AKB48（2013年）
- 「Radioactive」Imagine Dragons（2014年 - 2018年）

## 関連情報

### 著書
- 『ブラッド・エルドレッド～広島を愛し、広島に愛された男』（2018年2月26日 洋泉社） ISBN 978-4800314246

### 出演
テレビ
- 行きたがリーノ新春カープSP エルドレッド・ジョンソン＆ジャクソン広島の休日（2017年1月1日、テレビ新広島） 江田島を歩いた。

CM
- 中国電力（2016年 - 2018年）菊池涼介と出演
- 眼鏡市場（2018年）広島限定CM

### 音楽
UNICORNの楽曲「55」（アルバム『UC100V』収録）は、奥田民生がエルドレッドをモチーフに作詞したものである。またくるりの楽曲「ソングライン」（アルバム『ソングライン』収録）には、エルドレッドをモチーフにした歌詞が登場する。同じくくるりの楽曲「野球」の歌詞の中には日本プロ野球界の選手（日本人・外国人・現役・OB問わず）及び米大リーグで活躍する、あるいは過去に活躍した日本人選手達に混じってエルドレッドの名前も織り込まれている。